# Fikret Abdić
Fikret Abdić (29. září 1939) také známý jako Babo, je bývalý jugoslávský a bosenský politik a podnikatel z okolí Velké Kladuši, který se poprvé proslavil v 80. letech 20. století díky své roli při přeměně zemědělské společnosti Agrokomerc se sídlem ve Veliké Kladuše na jeden z největších konglomerátů Jugoslávie. Vyhrál lidové hlasování v bosenských prezidentských volbách v roce 1990.
Na počátku 90. let 20. století, během bosenské války, Abdić deklaroval svůj odpor vůči oficiální bosenské vládě a založil Autonomní provincii Západní Bosna, malou a krátkodobou provincii v severozápadním rohu Bosny a Hercegoviny složenou z města Velika Kladuša a okolních vesnic.
Ministát existoval mezi lety 1993 a 1995 a byl spojencem Armády Republiky srbské. V roce 2002 byl soudem v Chorvatsku odsouzen na základě obvinění z válečných zločinů proti Bosňákům loajálním k bosenské vládě a odsouzen k 20 letům vězení, které bylo později po odvolání sníženo Nejvyšším soudem Chorvatska na 15 let.
Dne 9. března 2012 byl propuštěn poté, co si odpykal dvě třetiny sníženého trestu. V červnu 2020 byl znovu uvězněn pro podezření ze zneužití úřadu starosty.

## Život
Fikret Abdić se narodil ve vesnici Donja Vidovska u Velike Kladuše v Království Jugoslávie 29. září 1939.

### Raná kariéra
Po studiích agronomie se jako relativně mladý inženýr stal ředitelem Zemědělského družstva (Agrokomerc) ve Velké Kladuši. Povýšením malého zemědělského družstva na moderní potravinářský kombinát, který zaměstnával přes 13 000 pracovníků, se posílila ekonomika celé oblasti a zlepšila se životní úroveň v regionu dříve neindustrializovaném a nerozvinutém.
Agrokomerc proměnil Velikou Kladuši z chudého regionu na regionální velmoc. Agrocomerc se stal celostátně známým, využíval reklamy a marketingu mimořádně obratně, až do té míry, že maskot Agrokomercu, kuchař s vysokou bílou čepicí, byl všudypřítomný jako Vučko nebo Zagi (maskot 14. letní univerziády). Sušenky Tops, hlavní produkt Agrokomercu (kopie čokopiškotů), téměř vytlačily z trhu svého slavnějšího předchůdce v SR Bosně a Hercegovině.
Místní obyvatelé Velika Kladuše mu prý říkali Babo (Otec). Firmu řídil se silnou politickou podporou vlivného politika Hamdiji Pozderace a jeho bratra Hakiji za použití kombinovaných socialistických a kapitalistických metod.
Koncem roku 1987, těsně před smrtí Hamdiji Pozderaca, se Raif Dizdarević chystal převzít každoroční předsednictví Jugoslávie, během kterého vznikl skandál. Abdić se ocitl stíhán za „kontrarevoluční činy ohrožující společenský řád SFRJ“ podle článku 114 trestního zákoníku SFRJ a nakonec byl uvězněn za údajné finanční nepatřičnosti a Hamdija Pozderac rezignoval. Skandál otřásl nejen Socialistickou republikou Bosna a Hercegovina, ale celou Jugoslávií. Skandál ukázal na špatné poměry v tehdejším jugoslávském hospodářství. Dalším z jeho kontroverzních kroků bylo postavení pomníku osmanskému bosenskému başbölükbaşımu Mujo Hrnjicovi na kopci nad Velikou Kladuší.

## Předsednictví
Po boji o politický monopol Svaz komunistů Jugoslávie prohrál volby s nacionalistickými stranami. V Socialistické republice Bosna a Hercegovina Srbové podporovali Srbskou demokratickou stranu (SDS), zatímco Chorvati podporovali Chorvatské demokratické společenství (HDZ). Bosenští muslimové se shromáždili kolem Strany demokratické akce (SDA), kterou vedl Alija Izetbegović, bývalý trestanec a člen Mladých muslimů, který byl hlavním obžalovaným během sarajevského procesu v roce 1983. Abdić, bývalý člen Svazu komunistů, vstoupil do SDA jako jeden z jejích vůdců. Ve volbách v roce 1990 na prezidenta Socialistické republiky Bosny a Hercegoviny získal Abdić o 200 000 hlasů více než Izetbegović. On a Izetbegović byli oba zvoleni jako zástupci muslimů v předsednictvu, zatímco Ejup Ganić, rovněž člen SDA, byl zvolen do předsednictva jako zástupce menšin. Abdić se tak ukázal jako hlavní hrozba pro Izetbegovićovu dominanci nad SDA a potenciální prezident předsednictví. Možností se také stalo převzetí SDA Abdićovým křídlem. Nicméně, Abdić ustoupil poté, co byl izolován vůdci SDA a souhlasil s tím, že bude pouze členem předsednictva po opozici ze strany zastánců tvrdé linie SDA.
Podle časopisu NIN se Abdić krátce objevil v Sarajevu, když vypukla bosenská válka, v naději, že se ujme prezidentského úřadu poté, co byl Izetbegović zatčen Jugoslávskou lidovou armádou (JNA). Byl však Izetbegovićem vyloučen, protože ten na tuto pozici již jmenoval Ejupa Ganiće.
Abdić věřil, že Izetbegović usiloval o vytvoření jednotného státu založeného na nadvládě bosenských muslimů. Jako člen předsednictva, ale i SDA protestoval proti svévoli Izetbegoviće a lidí, kteří byli loajální především Izetbegovićovi. Eskalace napětí vedlo k zoufalé situaci bez zjevného řešení. Abdić, odjíždějící ze Sarajeva v srpnu 1992, byl svědkem obětí války jak na lidech, tak na vládě. Uprostřed konfliktů mezi Chorvaty a muslimy v roce 1993 Abdić důrazně obhajoval vyjednávání jako jedinou schůdnou alternativu k zastavení krveprolití a zdůrazňoval odpovědnost za vytvoření atmosféry přátelské k vyjednávání. Jeho důraz na mír prostřednictvím vyjednávání upozornil na rostoucí konflikt mezi ním a Izetbegovićem, což signalizovalo jejich odlišné přístupy k řešení krize.
Lord Owen, anglický diplomat a spoluautor mírových plánů Vance-Owen a Owen-Stoltenberg popsal Abdiće jako „přímého, sebevědomého a odlišného od sarajevských muslimů. Byl pro vyjednávání a kompromisy s Chorvaty a Srby, aby bylo dosaženo urovnání, a byl "ostrý" k Muslimům, kteří chtěli takovou dohodu blokovat.“

## Mezibosenská muslimská válka

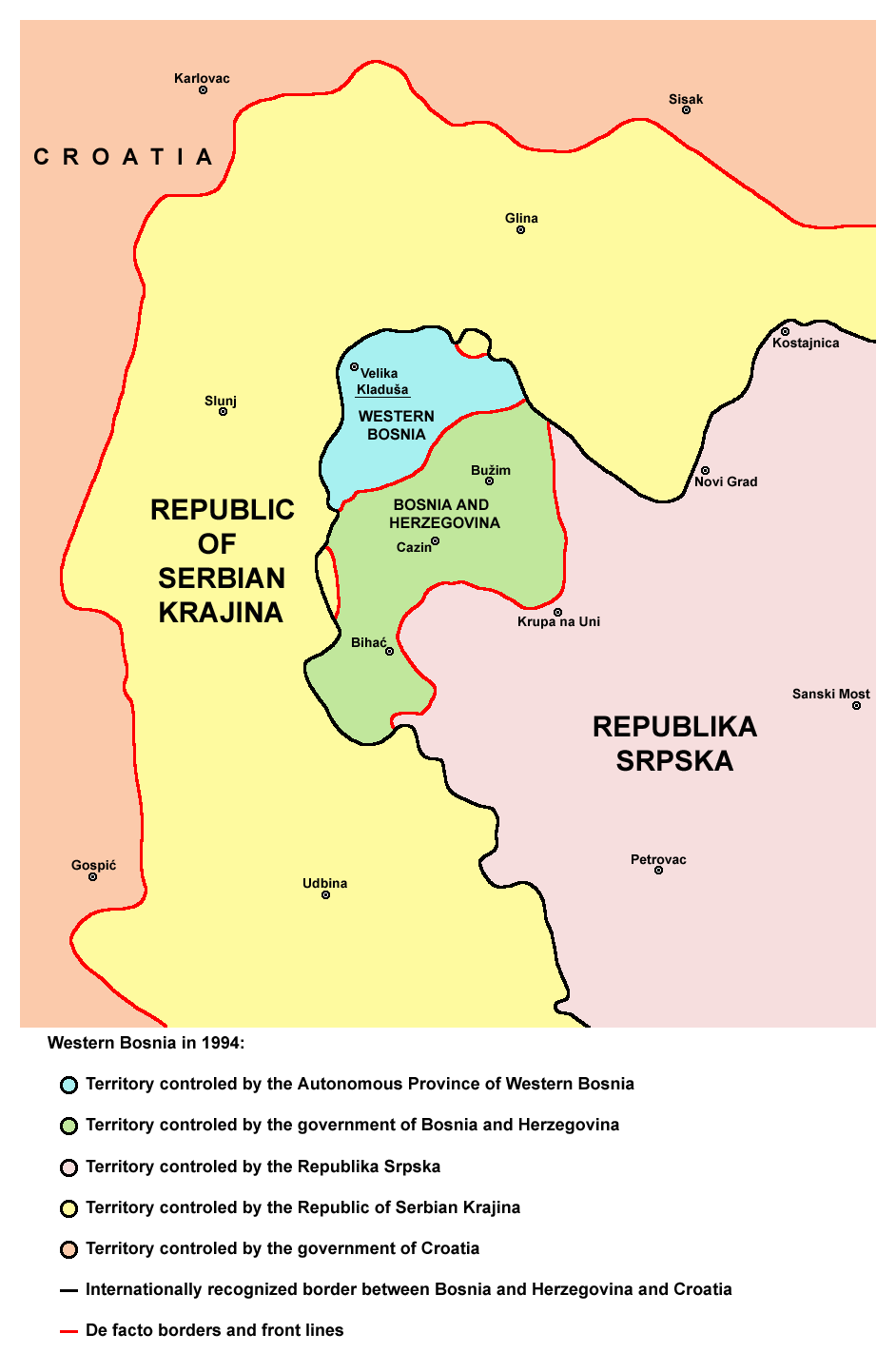
Západní Bosna roku 1994

Pomocí své rozsáhlé sítě obchodních spojení byl Abdić schopen udržovat město zásobené spotřebním zbožím, jako jsou cigarety, káva a prací prostředky, i když bylo v obležení srbskými silami. Abdić se těšil silné místní podpoře.
Na jaře 1992 byla Bihaćská kapsa o rozloze 15 500 kilometrů čtverečních obklíčena nepřátelskými silami ze všech stran – Republikou Srbská Krajina na západě a severu (oddělenou od chorvatského území) a Bosenskosrbskou Republikou Srbskou na jihu a východě. 5. sbor armády Republiky Bosna a Hercegovina (ARBiH), který se zde nacházel, postrádal řádnou výzbroj a v případě útoku nemohl Bihać ochránit. V únoru 1993 dorazil francouzský prapor z Ochranných sil OSN (UNPROFOR), ale jeho pravomoci a schopnosti byly omezeny.
Abdić 27. září 1993 ve Veliké Kladuši vyhlásil Autonomní provincii Západní Bosna, která fungovala jako ministát s předsedou vlády a parlamentem. Bosenští muslimové z Bihaće se postavili proti autonomii a zaujali sarajevskou linii. 21. října 1993 Abdić podepsal v Záhřebu společné prohlášení s Mate Bobanem, prezidentem Chorvatské republiky Herceg-Bosna. Následujícího dne Abdić a Radovan Karadžić, prezident Republiky srbské, podepsali prohlášení, kterým se obě strany zavázaly k míru. Domníval se, že podpisem těchto dohod ochránil obyvatelstvo v západní Bosně před zbytečným krveprolitím. 521. a 527. brigáda 5. sboru armády Republiky Bosna a Hercegovina z Veliké Kladuše přeběhly a připojily se k Abdićovi.
Abdić zřídil zajatecké tábory pro ty, kteří bojovali za bosenskou vládu. Zadržovaní v táborech byli vystaveni zabíjení, mučení, sexuálním útokům, bití a jinému krutému zacházení. Kromě Abdićových polovojenských sil se válečných zločinů na Bosňákech účastnila polovojenská jednotka ze Srbska známá jako Škorpioni. Podpis Washingtonské dohody v březnu 1994, která ukončila chorvatsko-bosňáckou válku, oslabil Abdićovu pozici.
Během operace Tygr 5. sbor armády Republiky Bosna a Hercegovina (ARBiH), umístěný v jižní části Bihaćské kapsy v západní Bosně, Západní Bosnu vojensky porazil. Abdić však vytvořil armádu, která byla zásobována, vycvičena, financována (a bojovala po boku) Armády Republiky srbské (VRS) a používala srbskou kontrarozvědku proti ARBiH a Bosňákům loajálním Izetbegovićovi a během operace Pavouk byla schopna úspěšně obnovit západní Bosnu. Srbové využili situace a posílili své i Abdićovy pozice.
1. srpna 1995 Abdić prohlásil AP Západní Bosnu za republiku, která existovala pouze sedm dní, do 7. srpna 1995. Republika Západní Bosna se zhroutila poté, co byla společně obsazena ARBiH a chorvatskou armádou (HV) během operace Bouře, která začala v srpnu 1995. Po pádu západní Bosny Abdić uprchl do Chorvatska.

## Po válce
Po skončení války získal díky prezidentu Tuđmanovi politický azyl a občanství v Chorvatsku, kde žil nedaleko Rijeky. Vláda Bosny a Hercegoviny ho obvinila ze smrti 121 civilistů, tří válečných zajatců a zranění 400 civilistů v Bihaći. Chorvatsko ho však odmítlo vydat. Po Tuđmanově smrti v roce 1999 a po změně vlády v Chorvatsku v následujícím roce ho chorvatské úřady zatkly a soudily. V roce 2002 byl odsouzen k 20 letům vězení za válečné zločiny spáchané v oblasti „Bihaćské kapsy“. V roce 2005 chorvatský nejvyšší soud snížil trest na 15 let. 8. března 2012 byl po odpykání deseti let z 15letého trestu propuštěn z věznice s minimálním ostrahou v Pule, načež ho přivítaly tisíce rozradostněných příznivců, kteří přijeli z Velike Kladuše.
Abdić se v roce 2002 ucházel o místo bosňáckého člena bosenského předsednictva na lístku strany Demokratické lidové společenství v roce 2002 a získal 4,1 % hlasů. Bosenské zákony mu nebránily ucházet se o úřad, protože byl odsouzen v Chorvatsku.
Abdić byl kandidátem LS BiH na starostu Velike Kladuše v bosenských komunálních volbách v roce 2016. Získal 9 026 hlasů, tedy 48,10 %, a byl zvolen novým starostou. V červnu 2020 byl zatčen bosenskou federální policií v rámci vyšetřování korupce, do kterého se zapojila řada obecních úředníků. Byl umístěn do vyšetřovací vazby, ale byl propuštěn na konci října poté, co jeho právníci požádali soud, aby mu umožnil zúčastnit se znovuzvolební kampaně pro komunální volby v Bosně v roce 2020 v listopadu téhož roku, kterou těsně vyhrál se 44,1 procentem hlasů. V březnu 2021 státní zástupci formálně obvinili Abdiće a šest dalších městských úředníků z obvinění z úplatku souvisejícího s výběrovými řízeními na veřejné zakázky.